# Premier League Malti 2013-2014
La Premier League maltese 2013-2014 (ufficialmente BOV Premier League 2013-2014, per ragioni di sponsorizzazione) è stata la 99ª edizione della massima serie del campionato maltese di calcio. La stagione è iniziata il 17 agosto 2013 ed è terminata il 26 aprile 2014. Il Birkirkara, squadra detentrice del titolo, ha ceduto il titolo al Valletta, che si è laureato campione per la 22ª volta.

## Regolamento
Il campionato è diviso in due fasi. Nella prima le 12 squadre si affrontano in un girone di andata e ritorno, per un totale di 22 giornate. Al termine, le prime 6 partecipano alla poule scudetto, mentre le ultime 6 prendono parte alla poule retrocessione.
Le due poule si svolgono con gironi di andata e ritorno, per un totale di 10 giornate. Le squadre partono con un numero di punti pari alla metà di quelli ottenuti nella prima fase (il numero è arrotondato per difetto, se ottengono un punteggio dispari).
La squadra campione di Malta è ammessa al secondo turno di qualificazione della UEFA Champions League 2014-2015.
La seconda e la terza classifica sono ammesse al primo turno di qualificazione della UEFA Europa League 2014-2015.
Le ultime due classificate della poule retrocessione sono retrocesse in First Division.

## Squadre partecipanti
| Club             | Città       | Stadio                         | Posizione 2012-2013  |
| ---------------- | ----------- | ------------------------------ | -------------------- |
| Balzan           | Balzan      | Stadio di Ta' Qali             | 9º posto             |
| Birkirkara       | Birkirkara  | Infetti Ground                 | Campione             |
| Floriana         | Floriana    | Stadio Victor Tedesco (Ħamrun) | 7º posto             |
| Hibernians       | Paola       | Stadio Hibernians              | 2º posto             |
| Mosta            | Musta       | Charles Abela Stadium          | 6º posto             |
| Naxxar Lions     | Ta' Qali    | MFA Centenary Stadium          | 2° in First Division |
| Qormi            | Qormi       | Thomaso Grounds                | 8º posto             |
| Rabat Ajax       | Rabat       | Rabat Ajax Football Ground     | 10º posto            |
| Sliema Wanderers | Sliema      | Tigné Point                    | 4º posto             |
| Tarxien Rainbows | Tarxien     | Tarxien Ground                 | 5º posto             |
| Valletta         | La Valletta | Salinos Ground                 | 3º posto             |
| Vittoriosa Stars | Vittoriosa  | Fortini Ground                 | 1° in First Division |

## Prima fase

### Classifica
|  | Pos. | Squadra          | Pt | G  | V  | N | P  | GF | GS | DR  |
|  | ---- | ---------------- | -- | -- | -- | - | -- | -- | -- | --- |
|  | 1.   | Birkirkara       | 56 | 22 | 18 | 2 | 2  | 51 | 19 | +32 |
|  | 2.   | Valletta         | 53 | 22 | 17 | 2 | 3  | 52 | 14 | +38 |
|  | 3.   | Hibernians       | 47 | 22 | 15 | 2 | 5  | 57 | 27 | +30 |
|  | 4.   | Sliema Wanderers | 43 | 22 | 12 | 7 | 3  | 43 | 24 | +19 |
|  | 5.   | Mosta            | 38 | 22 | 12 | 2 | 8  | 44 | 35 | +9  |
|  | 6.   | Balzan           | 28 | 22 | 8  | 4 | 10 | 24 | 31 | -7  |
|  | 7.   | Naxxar Lions     | 27 | 22 | 8  | 3 | 11 | 27 | 39 | -12 |
|  | 8.   | Floriana         | 22 | 22 | 8  | 4 | 10 | 30 | 36 | -6  |
|  | 9.   | Vittoriosa Stars | 18 | 22 | 5  | 3 | 14 | 24 | 47 | -23 |
|  | 10.  | Qormi            | 16 | 22 | 4  | 4 | 14 | 28 | 45 | -17 |
|  | 11.  | Tarxien Rainbows | 16 | 22 | 4  | 4 | 14 | 27 | 46 | -19 |
|  | 12.  | Rabat Ajax       | 6  | 22 | 1  | 3 | 18 | 17 | 61 | -44 |

Legenda:

      Ammesse alla poule scudetto

      Ammesse alla poule retrocessione

Note:

Tre punti a vittoria, uno a pareggio, zero a sconfitta.
Floriana: -6 punti.

### Risultati
|                  | Bal  | Bir  | Flo  | Hib  | Mos  | Nax  | Qor  | Rab  | Sli  | Tar  | Val  | Vit  |
| ---------------- | ---- | ---- | ---- | ---- | ---- | ---- | ---- | ---- | ---- | ---- | ---- | ---- |
| Balzan           | –––– | 1-2  | 0-0  | 0-2  | 1-3  | 0-3  | 1-0  | 2-0  | 0-1  | 3-2  | 1-1  | 2-1  |
| Birkirkara       | 2-1  | –––– | 3-0  | 0-1  | 2-1  | 7-1  | 1-1  | 4-2  | 1-1  | 1-0  | 1-2  | 2-0  |
| Floriana         | 1-2  | 1-3  | –––– | 0-4  | 2-1  | 1-0  | 3-0  | 3-2  | 0-1  | 1-2  | 0-2  | 2-1  |
| Hibernians       | 1-0  | 1-2  | 2-2  | –––– | 2-3  | 4-1  | 5-3  | 4-1  | 2-2  | 0-1  | 3-2  | 5-1  |
| Mosta            | 0-2  | 1-3  | 1-0  | 0-2  | –––– | 4-0  | 1-2  | 4-0  | 3-2  | 2-2  | 0-6  | 2-0  |
| Naxxar Lions     | 0-1  | 0-1  | 1-1  | 0-3  | 2-4  | –––– | 1-3  | 3-0  | 2-2  | 3-1  | 2-1  | 1-1  |
| Qormi            | 1-2  | 1-3  | 2-2  | 1-4  | 2-3  | 1-2  | –––– | 0-0  | 1-3  | 3-0  | 0-1  | 1-2  |
| Rabat Ajax       | 2-2  | 1-2  | 0-4  | 1-4  | 0-3  | 1-2  | 0-0  | –––– | 1-2  | 2-6  | 1-4  | 0-1  |
| Sliema Wanderers | 3-0  | 1-3  | 4-1  | 3-1  | 1-1  | 2-0  | 4-0  | 4-1  | –––– | 3-3  | 0-3  | 2-0  |
| Tarxien Rainbows | 3-1  | 1-3  | 1-3  | 0-1  | 0-1  | 0-2  | 2-6  | 0-1  | 0-0  | –––– | 0-3  | 0-3  |
| Valletta         | 1-0  | 0-1  | 3-0  | 2-1  | 2-1  | 1-0  | 4-0  | 6-1  | 0-0  | 2-1  | –––– | 2-1  |
| Vittoriosa Stars | 2-2  | 1-4  | 1-3  | 2-5  | 2-5  | 0-1  | 1-0  | 1-0  | 1-2  | 2-2  | 0-4  | –––– |

## Poule scudetto
I punti conquistati nella prima fase vengono dimezzati

### Classifica
|                  | Pos. | Squadra          | Pt | G  | V  | N  | P  | GF | GS | DR  |
| ---------------- | ---- | ---------------- | -- | -- | -- | -- | -- | -- | -- | --- |
| Malta (bandiera) | 1.   | Valletta         | 51 | 32 | 24 | 5  | 3  | 74 | 21 | +63 |
|                  | 2.   | Birkirkara       | 50 | 32 | 25 | 3  | 4  | 76 | 25 | +51 |
|                  | 3.   | Hibernians       | 35 | 32 | 18 | 4  | 10 | 77 | 51 | +26 |
|                  | 4.   | Mosta            | 32 | 32 | 15 | 6  | 11 | 57 | 56 | +1  |
|                  | 5.   | Sliema Wanderers | 31 | 32 | 14 | 10 | 8  | 54 | 42 | +12 |
|                  | 6.   | Balzan           | 18 | 32 | 9  | 5  | 18 | 35 | 56 | -21 |

Legenda:

      Campione di Malta e ammessa alla UEFA Champions League 2014-2015

      Ammessa alla UEFA Europa League 2014-2015

### Risultati
|                  | Bal  | Bir  | Hib  | Mos  | Sli  | Val  |
| ---------------- | ---- | ---- | ---- | ---- | ---- | ---- |
| Balzan           | –––– | 1-3  | 4-4  | 2-4  | 0-4  | 1-3  |
| Birkikara        | 1-0  | –––– | 0-1  | 4-0  | 6-0  | 0-2  |
| Hibernians       | 4-2  | 1-4  | –––– | 2-2  | 1-3  | 1-3  |
| Mosta            | 3-1  | 0-4  | 2-1  | –––– | 1-1  | 0-5  |
| Sliema Wanderers | 0-1  | 1-3  | 1-3  | 0-0  | –––– | 0-2  |
| Valletta         | 1-0  | 0-0  | 3-2  | 2-2  | 1-1  | –––– |

## Poule retrocessione
I punti conquistati nella prima fase vengono dimezzati

### Classifica
|  | Pos. | Squadra          | Pt | G  | V  | N | P  | GF | GS | DR  |
|  | ---- | ---------------- | -- | -- | -- | - | -- | -- | -- | --- |
|  | 1.   | Floriana         | 30 | 32 | 14 | 5 | 13 | 50 | 48 | +2  |
|  | 2.   | Tarxien Rainbows | 28 | 32 | 10 | 6 | 16 | 51 | 55 | -4  |
|  | 3.   | Qormi            | 26 | 32 | 10 | 4 | 18 | 51 | 62 | -11 |
|  | 4.   | Naxxar Lions     | 26 | 32 | 11 | 6 | 15 | 40 | 55 | -15 |
|  | 5.   | Vittoriosa Stars | 24 | 32 | 9  | 6 | 17 | 41 | 66 | -25 |
|  | 6.   | Rabat Ajax       | 4  | 32 | 1  | 4 | 27 | 23 | 91 | -68 |

Legenda:

      Retrocesse in First Division 2014-2015

### Risultati
|                  | Flo  | Nax  | Qor  | Rab  | Tar  | Vit  |
| ---------------- | ---- | ---- | ---- | ---- | ---- | ---- |
| Floriana         | –––– | 1-1  | 3-2  | 2-1  | 0-3  | 1-2  |
| Naxxar Lions     | 0-2  | –––– | 0-1  | 2-0  | 1-2  | 3-3  |
| Qormi            | 2-1  | 5-1  | ---- | 3-1  | 2-4  | 5-1  |
| Rabat Ajax       | 0-5  | 1-1  | 0-3  | –––– | 0-2  | 1-2  |
| Tarxien Rainbows | 0-2  | 0-1  | 4-0  | 7-1  | –––– | 1-1  |
| Vittoriosa       | 1-3  | 1-3  | 2-0  | 3-1  | 1-1  | –––– |

## Verdetti
- Campione di Malta:  Valletta
- In UEFA Champions League 2014-2015:  Valletta
- In UEFA Europa League 2014-2015:  Birkirkara,  Hibernians e  Sliema Wanderers
- Retrocesse in Prima Divisione:  Rabat Ajax e  Vittoriosa Stars